# A-Lex
A-Lex (c латыни Без закона) — одиннадцатый студийный альбом бразильской метал-группы Sepultura, выпущен 23 января 2009 года независимым лейблом Steamhammer. В первую неделю после выхода альбома в Бразилии продано 5000 копий, в США — 1600.
Это первый альбом Sepultura с новым барабанщиком Джином Долабеллой, пришедшим в группу после ухода Игора Кавалеры в 2006.
A-Lex один из двух концептуальных альбомов Sepultura. Все композиции первого из них — Dante XXI посвящены Божественной комедии Данте Алигьери. Тема же этого альбома — роман 1962 года Заводной апельсин Энтони Бёрджесса, экранизированный в 1971 Стэнли Кубриком.

## Об альбоме
Диск записан на Трама Студиос (Trama Studios) и сведён на Мега Студиос (Mega Studios) с февраля по август 2008.

Андреас Киссер об альбоме:

Мы напишем наш саундтрек к этой истории, и жизнь Бёрджесса вдохновит нас на написание музыки, стихов и на художественное оформление.

Заголовок альбома обыгрывает имя главного героя Заводного апельсина — Алекса и переводится с латыни как «без закона», что вполне отражает поведение Алекса и его дружков.

## Продвижение
В декабре 2008 композиции «We’ve Lost You» и «The Treatment» были доступны для свободного скачивания на странице группы в MySpace. 16 января 2009 альбом полностью появился на Last.fm. В феврале 2009 в Сан-Паулу снято музыкальное видео к «We’ve Lost You».
Альбом издан в трёх вариантах — диджипэк, обычный сидибокс и долгоиграющая грампластинка. В 2009 в Европе начинается мировой A-Lex тур совместно с коллективами вроде The Sorrow. Затем Sepultura посетит Северную Америку, закончится тур в 2010 в Азии и Океании.

## Список композиций
| №   | Название            | Длительность |
| --- | ------------------- | ------------ |
| 1.  | «A-Lex I»           | 1:53         |
| 2.  | «Moloko Mesto»      | 2:09         |
| 3.  | «Filthy Rot»        | 2:45         |
| 4.  | «We've Lost You»    | 4:13         |
| 5.  | «What I Do!»        | 2:01         |
| 6.  | «A-Lex II»          | 2:18         |
| 7.  | «The Treatment»     | 3:23         |
| 8.  | «Metamorphosis»     | 3:01         |
| 9.  | «Sadistic Values»   | 6:50         |
| 10. | «Forceful Behavior» | 2:27         |
| 11. | «Conform»           | 1:54         |
| 12. | «A-Lex III»         | 2:03         |
| 13. | «The Experiment»    | 3:28         |
| 14. | «Strike»            | 3:40         |
| 15. | «Enough Said»       | 1:36         |
| 16. | «Ludwig Van»        | 5:29         |
| 17. | «A-Lex IV»          | 2:46         |
| 18. | «Paradox»           | 2:15         |

## Позиции в чартах
Альбом — Billboard (Северная Америка)
| Год  | Чарт                   | Позиция |
| ---- | ---------------------- | ------- |
| 2009 | Top Independent Albums | 48      |

| Год  | Чарт                     | Позиция |
| ---- | ------------------------ | ------- |
| 2009 | MRC 30 Charts (Германия) | 1       |
| 2009 | Австрия                  | 58      |
| 2009 | Швейцария                | 68      |
| 2009 | Германия                 | 82      |
| 2009 | Нидерланды               | 106     |
| 2009 | National UK Metal Charts | 22      |
| 2009 | Франция                  | 150     |

## Участники записи
- Деррик Грин — вокал
- Андреас Киссер — гитара, акустическая гитара в «We’ve Lost You»
- Пауло Шисто Пинто — бас-гитара
- Джин Долабелла — барабаны
- Стенли Соарес — продюсер, звукооператор
- Моника Кавалера — исполнительный продюсер
- Эдуардо Кейруз — клавишные